# Manoir Knabstrup
Le manoir Knabstrup est un manoir, situé à 2 km de la localité de Knabstrup, en Seeland (Danemark).

## Localisation
Le manoir Knabstrup est situé sur l'île de Seeland au Danemark. Il est proche de l'actuelle ville de Holbæk, laquelle a englobé la ville ferroviaire de Knabstrup depuis une réforme communale de 2007.

## Histoire
Le manoir est l'un des plus anciens manoirs du Danemark. La première mention écrite de ce manoir remonte à l'an 1288, lorsqu'il est confisqué à Niels Henriksen, de la dynastie des Hvide, en réaction à son implication dans le meurtre d'Éric V de Danemark en 1286. Peu d'informations subsistent des premiers siècles d'occupation, si ce n'est qu'en 1460, le nouveau propriétaire, Iver Axelsen Thott, décide de faire construire sur le site un ensemble similaire à celui du manoir Lilø, qu'il possède en Scanie.
Le bâtiment est détruit par un incendie en 1620. Frederik Nielsen Parsberg en devient alors propriétaire et décide de le reconstruire à environ 700 m de l'ancien site.
In 1776, le manoir change de mains dans le cadre d'une saisie immobilière. Christian Ditlev Lunn,un théologien reconverti dans l'agriculture, l'acquiert. À sa mort en 1812, son fils, Willars Knudsen Lunn, en hérite, mais il tombe petit à petit en ruines. Le fils de ce dernier, Carl Frederik August, emménage dans ce manoir et décide de construire un nouveau bâtiment principal. C'est Vilhelm Dahlerup qui est chargé de le dessiner. Le nouveau manoir est construit de 1861 à 1862.
Le projet comprenait également une briqueterie : un four était en place de 1856 à 1859.

## Architecture
Le manoir Knabstrup présente trois ailes, construites dans le style historiciste. L'aile est de l'ancien manoir a été incorporée dans le nouveau bâtiment mais redessinée afin de répondre aux deux autres ailes. D'anciennes pierres ont été réutilisées tant que c'était possible. L'aile principale a ainsi hérité des portes baroques de l'ancien manoir.

## Élevage de chevaux
La race de chevaux danois Knabstrup tire son nom de cette localité où elle a été élevée par le maire V. Lunn, au XIXe siècle.